# 芬利 (內華達州)
芬利（英語：Fernley）是位於美國內華達州萊昂縣的城市。

## 歷史
芬利的郵局自1908年營運至今。

## 人口
根據2020年美國人口普查的數據，芬利的面積為332.52平方千米，當中陸地面積為315.07平方千米，而水域面積為17.44平方千米。當地共有人口22895人，而人口密度為每平方千米69人。